# 남바티나주

남바티나주의 위치

남바티나주(아랍어: محافظة جنوب الباطنة)는 오만 북부에 위치한 주로 주도는 루스타크이며 인구는 360,521명(2014년 기준), 면적은 5,320km2이다.
2011년 10월 28일에 실시된 행정 구역 개편에 따라 바티나 지방에서 분리되어 신설되었다. 서쪽으로는 북바티나주, 남서쪽으로는 다히라주, 남쪽으로는 다킬리야주, 동쪽으로는 무스카트주, 북쪽으로는 아라비아해와 접한다. 6개 구를 관할한다.